# Jenni Kangas
Jenni Pirita Susanna Kangas (* 3. Juli 1992 in Seinäjoki) ist eine finnische Speerwerferin.

## Sportliche Laufbahn
Erstmals international in Erscheinung trat Jenni Kangas bei den Jugendweltmeisterschaften in Brixen 2009, bei denen sie mit 45,00 Metern in der Qualifikation ausschied. Beim Europäischen Olympischen Jugendfestival in Tampere belegte sie den achten Platz. 2011 wurde sie bei den Junioreneuropameisterschaften in Tallinn mit 50,93 Metern Elfte. 2013 verpasste sie bei den U23-Europameisterschaften in Tampere als Vierte nur knapp eine Medaille. 2015 belegte sie bei der Universiade in Gwangju den achten Platz. 2016 qualifizierte sie sich erstmals für die Europameisterschaften in Amsterdam, bei denen sie mit 59,41 Metern den neunten Rang erreichte. 2017 steigerte sie ihre Bestleistung bei den Weltstudentenspielen in Taipeh auf über 60 Meter und gewann damit die Bronzemedaille. Im Jahr darauf gelangte sie bei den Europameisterschaften in Berlin bis in das Finale und wurde dort mit einer Weite von 54,92 m Zwölfte.
2017 und 2018 wurde Kangas finnische Meisterin im Speerwurf.